# The Thieving Hand
The Thieving Hand è un cortometraggio muto del 1908 diretto da J. Stuart Blackton, il cui nome però non appare nei credit del film.

## Trama
Un venditore ambulante onesto restituisce l'anello che ha trovato e che era stato perso da un uomo molto ricco. Quest'ultimo, grato, vuole sdebitarsi e, vedendo che l'ambulante è privo di un braccio, gliene compera uno. Il nuovo arto, però, sembra avere una volontà propria e agisce senza tener conto di quello che è diventato il suo nuovo padrone. Per strada, si mette a borseggiare i passanti finché l'ambulante non viene preso dalla polizia e portato in carcere. Lì, la mano cleptomane, si stacca dal venditore andando ad attaccarsi su uno degli "ospiti" del carcere.

## Produzione
Il film fu prodotto da J. Stuart Blackton (non accreditato) per la Vitagraph Company of America e venne girato negli studi di Flatbush a Brooklyn.

## Distribuzione
Distribuito dalla Vitagraph Company of America, il film - un cortometraggio in una bobina - uscì nelle sale cinematografiche statunitensi il 1º febbraio 1908.
Copia della pellicola viene conservata negli archivi dell'International Museum of Photography and Film at George Eastman House e in quelli della Film Preservation Associates.